# Веллалавельская белоглазка
Веллалавельская белоглазка (лат. Zosterops vellalavella) — вид воробьиных птиц из семейства белоглазковых (Zosteropidae).

## Описание
Длина тела до 11,5 см. Оперение сверху желтовато-оливковое. Белое глазное кольцо прерывается спереди тёмным пятном. Под глазами тёмные участки. Горло и подбородок почти жёлто-оранжевые и отделены от серовато-белого оперения на грудке и оливкового брюшка. Радужка красновато-коричневая. Клюв ярко-жёлтый. Ноги жёлтые. Самцы и самки выглядят одинаково. У молодых птиц клюв коричневато-рогового цвета и сероватые ноги. Пение можно услышать рано утром.

## Распространение
Эндемик остова Велья-Лавелья и пары близ лежащих мелких островков, относящихся к Соломоновым Островам. Естественной средой обитания являются субтропические или тропические влажные равнинные леса.

## Охранный статус
МСОП присвоил виду охранный статус «Близки к уязвимому положению» (NT).